# Aïn Torki
Aïn Torki (em árabe: عين التركى) é uma cidade localizada na província de Aïn Defla, no norte da Argélia. Sua população era de 9 546 habitantes, em 2008.